# مات لي
مات لي (بالإنجليزية: Matt Lee)‏ هو مخرج بريطاني، ولد في 21 يوليو 1981.

## وصلات خارجية
- مات لي على موقع IMDb (الإنجليزية)
- مات لي على موقع قاعدة بيانات الفيلم (الإنجليزية)